# Bihorel
Bihorel ist eine französische Gemeinde mit 8299 Einwohnern (Stand 1. Januar 2022) im Département Seine-Maritime in der Region Normandie. Sie gehört zum Arrondissement Rouen und ist Mitglied im Gemeindeverband Métropole Rouen Normandie. Die Bewohner werden Bihorellais und Bihorellaises genannt.

## Geografie

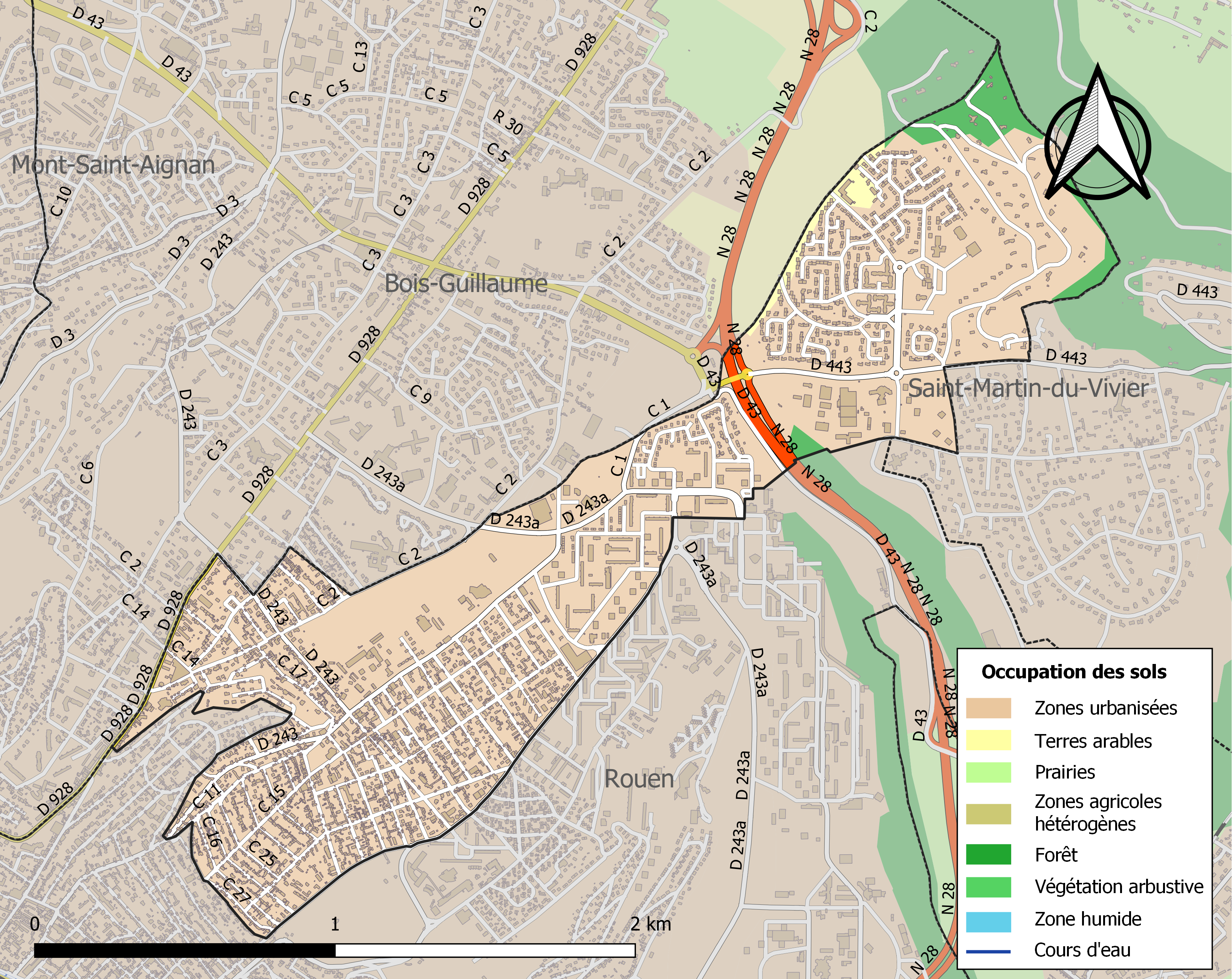
Bodennutzung und Infrastruktur von Bihorel (2018)

Die Gemeinde liegt im Ballungsraum nördlich von Rouen. Die Bebauung geht dabei nahtlos in die von Rouen, aber auch teilweise in die der Nachbargemeinden Saint-Martin-du-Vivier und Bois-Guillaume über. Das Gebiet der Gemeinde auf dem sogenannten nördlichen Plateau von Rouen weist keine Fließgewässer auf. Das Zentrum liegt auf einer Höhe von etwa 146 m. Das Gelände flacht im äußersten Süden in Richtung Seine-Tal ab bis zu einer minimalen Höhe von 80 m. Die höchste Erhebung wird auf einem Hügel mit 157 m gemessen.
Teile des Gebiets von Bihorel gehören zur 1683 Hektar großen ZNIEFF-Naturzone „La vallée du Robec“ (230009237).
Umgeben wird Bihorel von den Nachbargemeinden Bois-Guillaume im Westen und Norden, Saint-Martin-du-Vivier im Osten und Rouen im Süden. 

## Toponymie
Der Name des Ortes wird als Bihorellum im Jahr 1277 bestätigt, Bois de Bihorel 1312, Gebäude Bihorel gegen 1360, Herrenhaus und umzäuntes Grundstück Bihorel 1394, umzäuntes Grundstück Bihorel 1460, Seigneurie Bihorel 1640, Biorel 1715 (Frémont) und 1757 (Cassini), Bihorel bei der Gemeindegründung.

## Geschichte
Im Jahre 1892 wurde Bihorel aus dem Gemeindegebiet von Bois-Guillaume als selbstständige Gemeinde herausgelöst.
Der Erlass des Präfekten vom 29. August 2011 legte mit Wirkung zum 1. Januar 2012 die Eingliederung von Bihorel als Commune déléguée zusammen mit der früheren Gemeinde Bois-Guillaume zur Commune nouvelle Bois-Guillaume-Bihorel fest.
Das Verwaltungsgericht in Rouen hat im Juni 2013 den Erlass zur Bildung der Commune nouvelle annulliert. Bois-Guillaume und Bihorel wurden zum 1. Januar 2014 wieder selbstständig.

## Bevölkerungsentwicklung

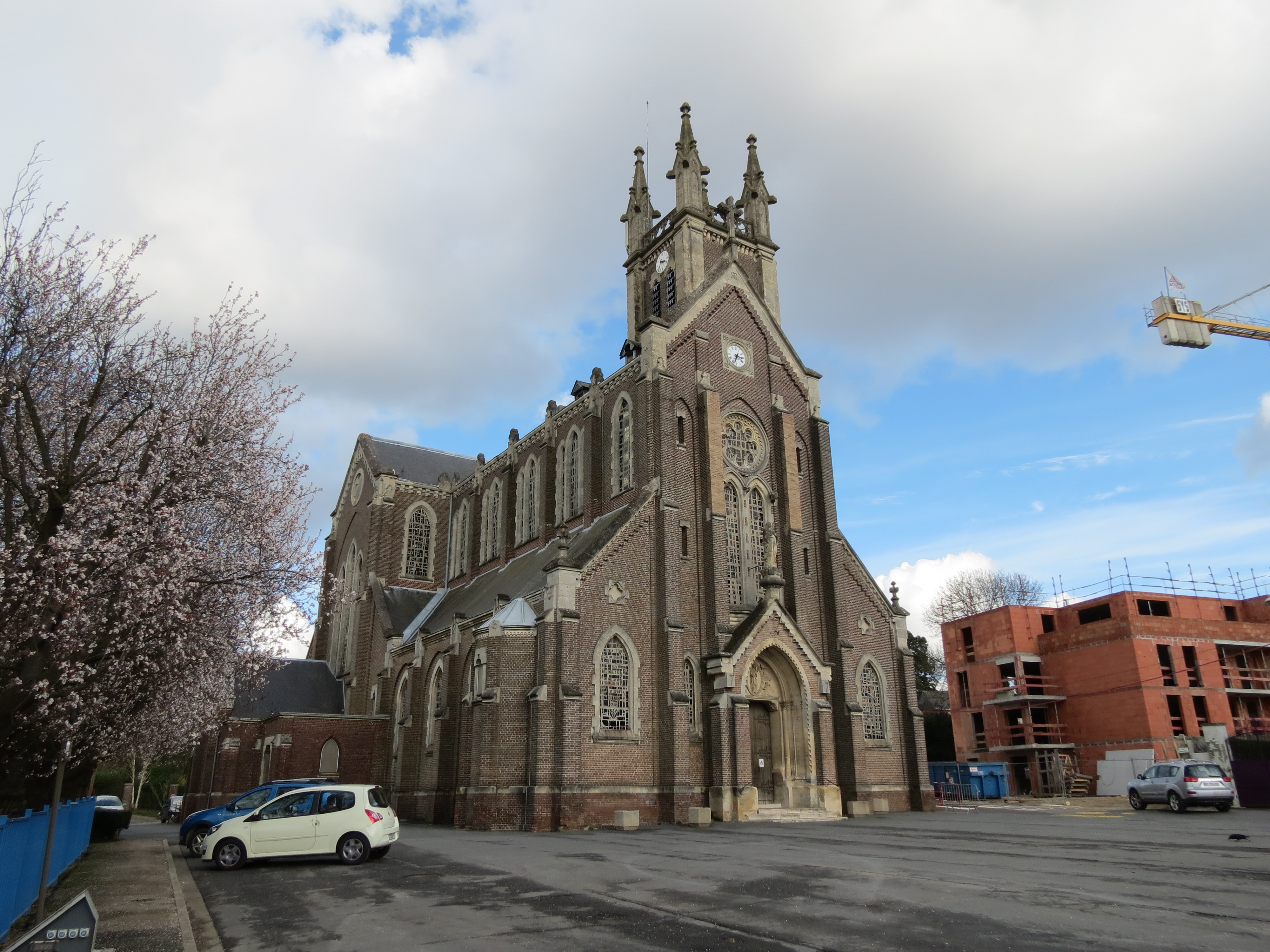
Pfarrkirche Notre-Dame-des-Anges

| Bihorel: Einwohnerzahlen von 1896 bis 2020                                                                                 | Bihorel: Einwohnerzahlen von 1896 bis 2020 | Bihorel: Einwohnerzahlen von 1896 bis 2020 | Bihorel: Einwohnerzahlen von 1896 bis 2020 | Bihorel: Einwohnerzahlen von 1896 bis 2020 |
| --- | ------------------------------------------ | ------------------------------------------ | ------------------------------------------ | ------------------------------------------ |
| Jahr |                                            |                                            |                                            | Einwohner                                  |
| 1896 | 1896                                       |                                            | 2.564                                      | 2.564                                      |
| 1901 | 1901                                       |                                            | 2.693                                      | 2.693                                      |
| 1906 | 1906                                       |                                            | 2.671                                      | 2.671                                      |
| 1911 | 1911                                       |                                            | 3.053                                      | 3.053                                      |
| 1921 | 1921                                       |                                            | 3.392                                      | 3.392                                      |
| 1926 | 1926                                       |                                            | 3.104                                      | 3.104                                      |
| 1931 | 1931                                       |                                            | 3.261                                      | 3.261                                      |
| 1936 | 1936                                       |                                            | 3.361                                      | 3.361                                      |
| 1946 | 1946                                       |                                            | 3.982                                      | 3.982                                      |
| 1954 | 1954                                       |                                            | 3.968                                      | 3.968                                      |
| 1962 | 1962                                       |                                            | 4.072                                      | 4.072                                      |
| 1968 | 1968                                       |                                            | 7.009                                      | 7.009                                      |
| 1975 | 1975                                       |                                            | 9.382                                      | 9.382                                      |
| 1982 | 1982                                       |                                            | 10.121                                     | 10.121                                     |
| 1990 | 1990                                       |                                            | 9.358                                      | 9.358                                      |
| 1999 | 1999                                       |                                            | 9.057                                      | 9.057                                      |
| 2006 | 2006                                       |                                            | 8.483                                      | 8.483                                      |
| 2013 | 2013                                       |                                            | 8.251                                      | 8.251                                      |
| 2020 | 2020                                       |                                            | 8.197                                      | 8.197                                      |
| Quelle(n): EHESS/Cassini bis 1999, INSEE ab 2006 Anmerkung(en): Ab 1962 offizielle Zahlen ohne Einwohner mit Zweitwohnsitz |                                            |                                            |                                            |                                            |

## Sehenswürdigkeiten
- Neugotische Pfarrkirche Notre-Dame-des-Anges, erbaut 1868

## Bildung
Die Gemeinde verfügt über
- zwei öffentliche Vorschulen Écoles maternelles,
- eine öffentliche Vor- und Grundschule (École primaire),
- drei private Vor- und Grundschulen,
- zwei öffentliche Grundschulen (Écoles élémentaires),
- eine private Grundschule „Saint-Jean Bosco“,
- ein öffentliches Collège „Jules Michelet“ und
- ein privates Collège „Saint-Victrice“.[9]

## Wirtschaft
| Bihorel | Bihorel | Bihorel | Département | Département | Département | Metropolitan-Frankreich | Metropolitan-Frankreich | Metropolitan-Frankreich |
| ------- | ------- | ------- | ----------- | ----------- | ----------- | ----------------------- | ----------------------- | ----------------------- |
| Gesamt  | Männer  | Frauen  | Gesamt      | Männer      | Frauen      | Gesamt                  | Männer                  | Frauen                  |
| 73,3 %  | 74,1 %  | 72,6 %  | 73,1 %      | 75,9 %      | 70,3 %      | 74,9 %                  | 77,5 %                  | 72,3 %                  |

Die Beschäftigungsrate der Gemeinde ist geringfügig höher als die des Départements Seine-Maritime, allerdings nur durch die höhere Frauenrate bedingt. Gegenüber der 
Beschäftigungsrate von Metropolitan-Frankreich ist sie bis auf die erneut höhere Frauenquote niedriger. Im Vergleich zu 2015 stieg die Gesamtquote der Gemeinde leicht um 0,9 %. Die meisten Beschäftigten sind im Dienstleistungs- oder im Informationssektor in privaten Unternehmen oder öffentlichen Einrichtungen beschäftigt. Die meisten Beschäftigten der Bewohner sind Auspendler. 86,5 % arbeiteten 2021 in einer anderen Gemeinde, 13 % mehr als in 2015. Dabei benutzten 69,6 % ein Auto, einen Last- oder Lieferwagen, 17,3 % ein öffentliches Verkehrsmittel.
| Bihorel | Bihorel | Bihorel | Bihorel | Département | Département | Département | Département | Metropolitan-Frankreich | Metropolitan-Frankreich | Metropolitan-Frankreich | Metropolitan-Frankreich |
| ------- | ------- | ------- | ------- | ----------- | ----------- | ----------- | ----------- | ----------------------- | ----------------------- | ----------------------- | ----------------------- |
| Gesamt  | 15–24   | 25–54   | 55–64   | Gesamt      | 15–24       | 25–54       | 55–64       | Gesamt                  | 15–24                   | 25–54                   | 55–64                   |
| 11,4 %  | 27,8 %  | 10,4 %  | 7,5 %   | 13,5 %      | 26,5 %      | 11,9 %      | 10,7 %      | 11,7 %                  | 23,2 %                  | 10,5 %                  | 9,8 %                   |

Die Arbeitslosenquote ist insgesamt niedriger als die des Départements und Metropolitan-Frankreichs. Auffallend ist jedoch eine hohe Rate bei den 15- bis 24-Jährigen. Im Vergleich zu 2015 erhöhte sich die Gesamtarbeitslosenquote der Gemeinde um 0,5 %, in der Altersklasse von 15- bis 24-Jährigen fiel sie immerhin um 2,4 %.

## Verkehr
Die autobahnähnlich ausgebaute Route nationale 28, eine Verlängerung der Autoroute A28 aus Richtung Abbeville im Département Somme, durchquert das nördliche Gemeindegebiet von Nord nach Süd mit einer Anschlussstelle auf dem Gebiet der Nachbargemeinde Bois-Guillaume. Die Departementsstraße D 928 wird im Südwesten auf einem kurzen Abschnitt an der Grenze zu Bois-Guillaume geführt und dient als direkte Verbindung zum Zentrum von Rouen.
Bihorel ist gut in das Netz der öffentlichen Verkehrsmittel von Rouen eingebunden. Busse von insgesamt neun Stadtbuslinien des Transportunternehmens Astuce des Gemeindeverbands Métropole Rouen Normandie fahren Haltestellen in der Gemeinde an. Busse einer Linie des Netzes Nomad der Region Normandie verbinden die Gemeinde mit Rouen und Neufchâtel-en-Bray.

## Persönlichkeiten
- Jules Michelet (1798–1874), französischer Historiker, hielt sich mehrmals in Bihorel auf
- Charles Nicolle (1866–1936), französischer Arzt und Mikrobiologe. 1928 erhielt er den Nobelpreis für Physiologie oder Medizin für seine Arbeiten über Fleckfieber. Er hatte ein Haus in Bihorel.
- Victor Boucher (1877–1942), französischer Schauspieler. Seine Eltern besaßen ein Café in Bihorel.
- René Herval (1890–1972), französischer Historiker und Schriftsteller, wohnte 1928 in Bihorel
- André Chérasse (1906–1997), französischer Widerstandskämpfer und Politiker, lebte in Bihorel
- Jacques Floch (1938–), französischer Politiker, geboren in Bihorel
- Bernard Legrand (1919–1995), französischer Glasmaler, stattete die Pfarrkirche Notre-Dame-des-Anges zwischen 1962 und 1966 mit neuen Bleiglasfenstern aus

## Städtepartnerschaften
- Vilaplana, Spanien
- Torgiano, Italien
- Wejherowo, Polen
- Uelzen, Deutschland
- Kegworth, Grafschaft Leicestershire, England
- Tikaré und Rouko, Burkina Faso[14]